# دوغ باركلي
دوغ باركلي هو لاعب هوكي الجليد كندي، ولد في 6 يناير 1937 في ليثبريدج في كندا.

## وصلات خارجية
- دوغ باركلي على موقع دوري الهوكي الوطني (الإنجليزية)
- دوغ باركلي على موقع قاعة مشاهير الهوكي (لاعب أن.إتش.أل) (الإنجليزية)
- دوغ باركلي على موقع EliteProspects.com (الإنجليزية)
- دوغ باركلي على موقع Hockey-Reference.com (الإنجليزية)